# Pasqual Calbó i Caldés
Pasqual Calbó i Caldés (Maó, 1752 - Maó, 1817) va ser un dibuixant i pintor menorquí, projectista d'obres arquitectòniques, professor de ciència i de tècnica i autor d'una notable obra manuscrita científica i tècnica.
El 1770 va anar a Itàlia per ampliar els seus estudis artístics i va passar per Gènova, Venècia i Roma. El 1779 seria nomenat pintor de la cort de Viena, i un any després retorna a Menorca.
Uns anys més tard, el 1787, parteix de nou, aquesta vegada cap a Amèrica, on renova el seu estil pictòric. El 1790 retornaria a Menorca, on va redactar diversos manuals científics i tècnics fins que una paràlisi l'impedia continuar treballant el 1812. Mor el 1817.
La seva obra pictòrica rep influències dels paisatgistes i del romanticisme. Destaca també el seu interès per la ciència, així com la publicació d'una adaptació al català de disset tractats que recollien el coneixement matemàtic, físic, de construcció naval i d'arquitectura militar de la seva època.

## Context històric
La biografia de Pasqual Calbó s'emmarca en la bona situació econòmica de Menorca durant el segle xviii, també conegut a l'illa com a «segle de les dominacions». Els britànics van dominar l'illa de 1713 a 1756 i de 1763 a 1782 i els francesos, de 1756 a 1763; hi va haver també un primer període de dominació espanyola, entre 1782 i 1798 i el segle va acabar amb uns anys de nova dominació britànica, de 1798 a 1802. Durant aquest període, bona part de l'elit cultural maonesa es va formar culturalment i científica a l'estranger, tot incorporant els principis del neoclassicisme. Això provoca un cert enciclopedisme i l'afany d'estudiar la realitat menorquina des d'un punt de vista lingüístic, geogràfic, històric i científic. Calbó, juntament amb Joan Ramis i Ramis i Antoni Febrer i Cardona, van formar part d'una generació de menorquins que van revolucionar culturalment l'illa durant el segle xviii.

## Biografia
Calbó va assistir al taller-escola del pintor italià Giuseppe Chiesa, establert a Maó. Chiesa va recomanar-li viatjar a Itàlia per completar-hi els estudis i la formació artística. L'any 1770 va marxar a Itàlia; primer va estudiar a Venècia durant quatre anys i després, gràcies a una pensió de l'Imperi austríac, va passar quatre anys més a Roma. El 1778 va marxar a Viena, on va ser nomenat primer delineant de la Imperial Galeria de la ciutat.

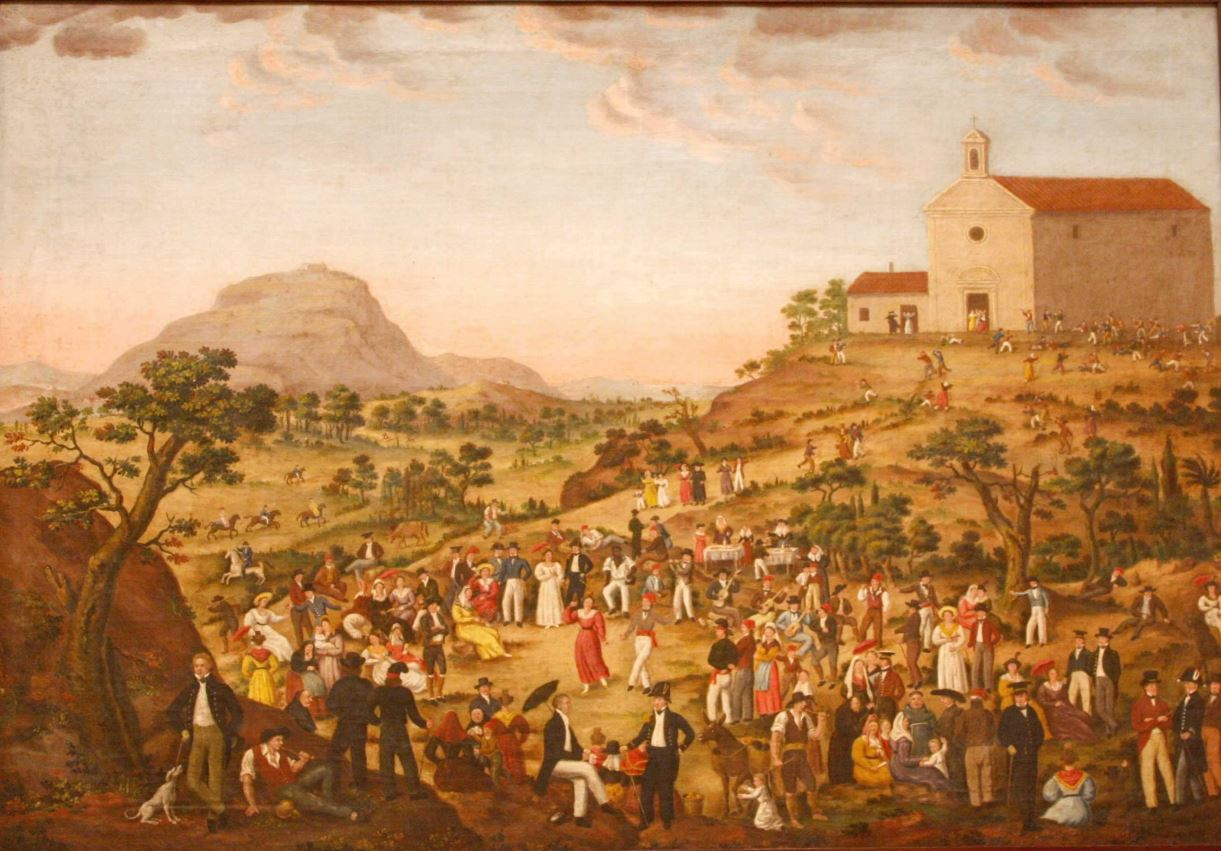
Festes a Sant Pere Nou - Alaior

El seu caràcter, malenconiós i turmentat, el va dur a fugir dels honors de la cort, i el març de 1780 va tornar a Menorca per pintar i dedicar-se a la docència. De 1787 a 1790 va estar-se al Carib. Està documentada la seva estada a l'Havana i Santo Domingo i és possible que també arribés a Nova Orleans. Aquells anys, la seva obra va adoptar aspectes innovadors, amb nous recursos expressius. L'obra de Calbó destaca en el conjunt de les arts menorquines, i des de 1989 un institut de Maó duu el seu nom en el seu honor.

## Obra

### Obra artística

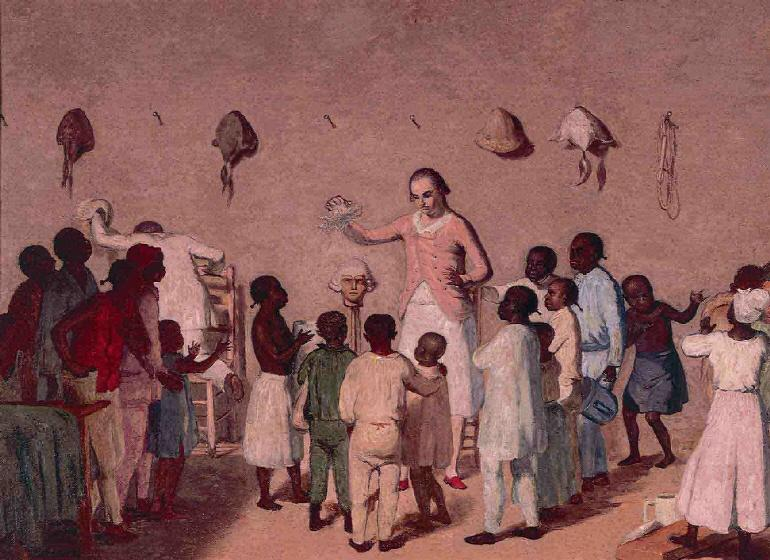
El venedor de perruques

La seva obra és molt diversa; inclou temàtica religiosa, costumista, retrats, còpies d'altres pintors, decoració de sostres, paisatges preromàntics. Calbó treballa amb diverses tècniques i suports, i la seva obra és una representació del neoclassicisme i del pre romanticisme, ja que es mou cronològicament entre la segona meitat del segle xviii i inicis del segle xix. Destaquen el Retrat del Comte de Cifuentes, algun autoretrat i El venedor de perruques, fet durant el seu viatge a Amèrica.

### Obra didàctica
Calbó va publicar diverses obres de caràcter didàctic, entre les quals destaca un volum de 439 folis escrits a doble cara que incorpora 21 tractats de geometria, àlgebra, perspectiva, física i estadística, així com arquitectura civil i militar i construcció naval. Els seus descendents van anar conservant els plecs manuscrits de la seva obra, que després van passar per mans de dos col·leccionistes i el darrer va depositar-los al Museu de Menorca el 1946.

## Llegat
El 2017 es van commemorar els 200 anys de la mort de Pasqual Calbó, i es va organitzar una exposició commemorativa al Museu de Menorca.